# Maxine Sullivan
Maxine Sullivan (Marietta Williams, 13 de mayo de 1911 – 7 de abril de 1987), fue una cantante de jazz y actriz estadounidense, nacida en Homestead, Pensilvania.

## Biografía
Como vocalista, Maxine Sullivan estuvo activa por medio siglo, desde mediados de la década de 1930 hasta poco antes de su fallecimiento en 1987. Es reconocida por su versión de 1937 de la canción tradicional escocesa "Loch Lomond". A través de su carrera, Sullivan también fue actriz de cine y teatro. Gran influencia para vocalistas como Ella Fitzgerald, Billie Holiday y Sarah Vaughan, Maxine Sullivan es considerada una de las mejores cantantes de jazz de la década de 1930.
Se casó en cuatro ocasiones; su segundo esposo fue el líder de banda John Kirby (del cual se divorció en 1941), mientras que su cuarto esposo, con quien se casó en 1950, fue el pianista Cliff Jackson, que falleció en 1970. Tuvieron dos hijos, Orville Williams (n. 1928) y Paula Morris (n. 1945). Maxine falleció a los 75 años en 1987 en la ciudad de Nueva York. Fue presentada de manera póstuma en el Salón de la Fama del Jazz en 1998.

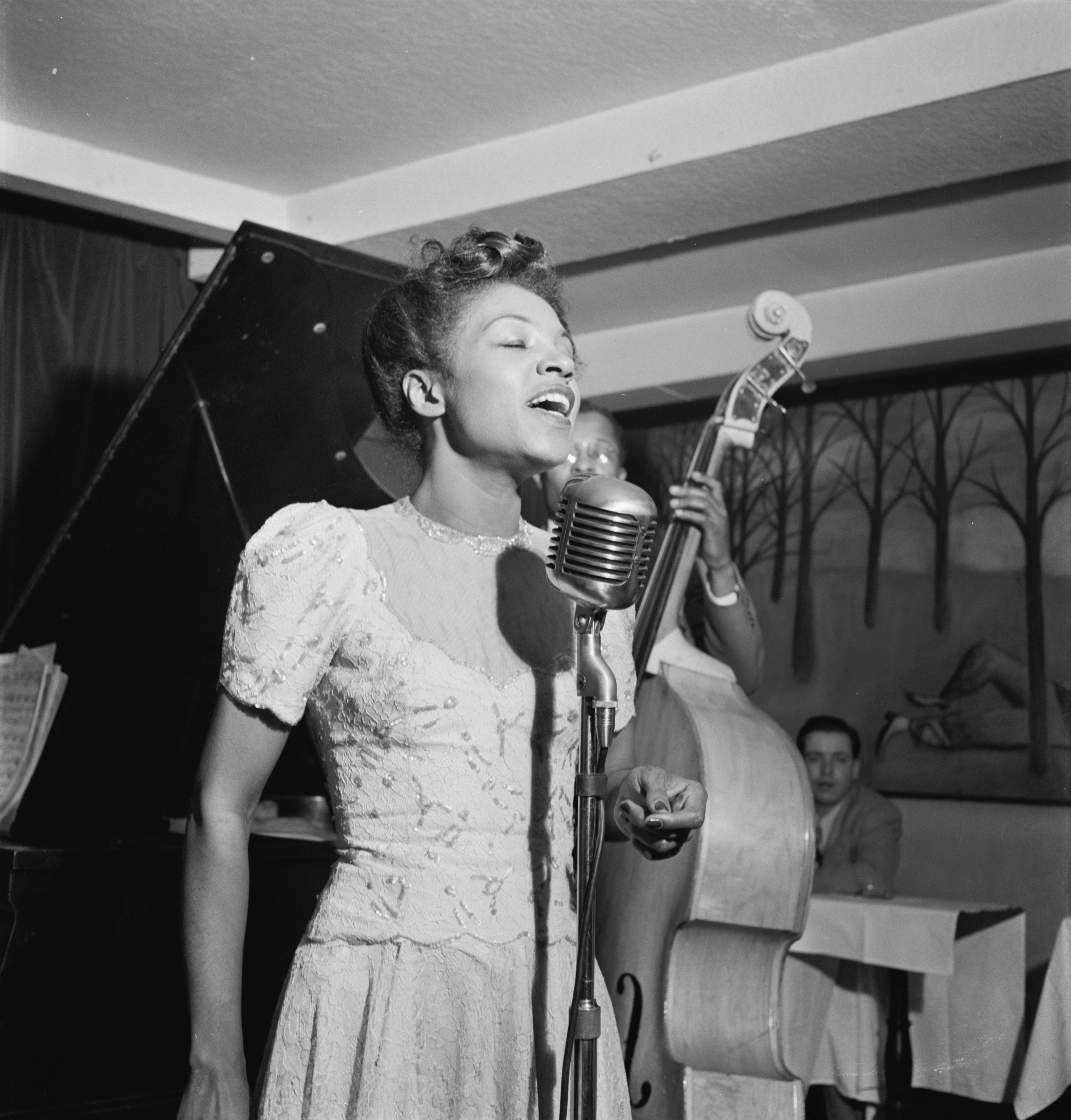
Sullivan en 1947.

## Discografía
- 1956 A Tribute to Andy Razaf
- 1956 Leonard Feather Presents Maxine Sullivan 1956[4]
- 1966 Manassas Jazz Festival
- 1970 Close as Pages in a Book (Con Bob Wilber)
- 1981 The Queen
- 1983 Good Morning, Life!
- 1983 It Was Great Fun
- 1984 On Tour with the Allegheny Jazz Quintet
- 1984 Songs from the Cotton Club
- 1985 Uptown
- 1986 Maxine Sullivan Live at Vine Street
- 1986 Love Always
- 1986 Maxine Sullivan Sings the Music of Burton Lane
- 1986 Spring Isn't Everything
- 1986 Swingin Sweet
- 1987 Together: Maxine Sullivan Sings the Music of Jule Styne
- 1998 Maxine Sullivan: The Ruban Blue Years (Complete Recordings 1944–1949)
- 2004 Say it with a Kiss
- 2004 Swinging Miss Loch Lomond 1952–1959
- 2007 It's Wonderful